# Bondelle
Die Bondelle (Coregonus candidus) ist ein Süsswasserfisch aus der Unterfamilie Coregoninae.

## Merkmale
Wie auch die anderen Mitglieder der Unterfamilie Coregoninae weist die Bondelle eine heringsartige Gestalt mit zahlreichen kleinen, silbrig glänzenden Rundschuppen auf. Des Weiteren verfügt sie über eine Fettflosse. Sie wird bis zu 320 mm lang.

## Verbreitung und Gefährdung
Die Bondelle ist im Neuenburgersee und im Bielersee in der Schweiz endemisch. Aus diesem kleinen Verbreitungsgebiet resultiert auch die erhebliche Gefahr, die durch Besatzmassnahmen in den See gelangte andere Mitglieder der Coregoninae für sie darstellen, denn durch Hybridbildung und noch mehr durch Konkurrenz wurde die ursprüngliche Bondelle geschwächt. Ebenfalls setzte ihr die in den 1970er Jahren vorherrschende Gewässereutrophierung zu. Heutzutage bessern sich die Umstände und die Population in beiden Seen gilt als reichhaltig. Daher wird die Bondelle auf der Roten Liste der IUCN als „gefährdet“ (vulnerable) klassifiziert.

## Lebensweise
Die Bondelle ernährt sich vorzugsweise von Zooplankton. Die Fortpflanzung findet in 90 bis 130 m Tiefe statt; dort herrschen Sand- oder Schlammgründe vor. Männliche Tiere werden im 2. bis 3., weibliche erst im 4. Lebensjahr geschlechtsreif.